# Paulo Afonso Grisolli
Paulo Afonso Grisolli (Bragança Paulista, 17 de maio de 1934 — Cascais, 23 de dezembro de 2004) foi um jornalista, autor e diretor de teatro e televisão brasileiro.

## Atuação no teatro
Foi um dos pioneiros da revolução cênica que transformaram o teatro brasileiro no fim da década de 1960 e no decorrer da de 70. Em 1961, foi premiado como o melhor diretor em seu primeiro trabalho, Histórias para serem contadas, de Osvaldo Dragun, no I Festival de Teatro Amador da Guanabara.
Em 1963, ganhou uma bolsa do governo francês, para estagiar no Théâtre National Populaire (TNP), em Paris, com Jean Villar, e no Théâtre de la Cité de Villeurbanne, com Roger Planchon.
De volta ao Brasil em 1965, organizou em Niterói o Grupo Mambembe, para o qual dirigiu Electra, de Sófocles; e no Rio de Janeiro, o Teatro de Repertório, com o qual montou Mortos sem sepultura, de Jean-Paul Sartre.
Sua direção de maior importância aconteceu em 1966. A peça era Onde canta o sabiá, de Gastão Tojeiro, e na qual se servia da moral da belle époque para comentar a revolução sexual dos anos 1960. No mesmo ano, recebeu menção honrosa no Concurso Nacional de Dramaturgia, do Serviço Nacional de Teatro (SNT), pelo texto A Sagrada Família.
Em 1968 criou o grupo experimental A Comunidade, sediado no Museu de Arte Moderna (MAM), que fundia palco e plateia. Foi autor, diretor e ator no espetáculo inaugural, A parábola da megera indomável.
Em 1970, dirigiu Alice no país divino-maravilhoso, de sua autoria e de Sidney Miller, Tite de Lemos, Luiz Carlos Maciel e Marcos Flaksman. Em 1974, sua peça Avatar foi encenada no MAM, com direção de Luiz Carlos Ripper.
Atuou também como diretor de shows musicais no Teatro Casa Grande, entre 1968 e 1972.

## Atuação na televisão
A partir de 1973, dedicou-se  mais intensamente à televisão, como diretor de casos especiais, seriados e minisséries.
Foi um dos introdutores da faixa de minisséries da Rede Globo, tendo exercido a direção geral de clássicos como Lampião e Maria Bonita (1982) e Bandidos da falange (1983).
Mudou-se para Portugal em meados da década de 1990, trabalhando em telenovelas portuguesas exibidas pela SIC e pela RTP.